# Toona sinensis
Espèce
Classification phylogénétique
Statut de conservation UICN

 LC  : Préoccupation mineure
Toona sinensis, aussi appelé en français Cédrèle de Chine ou Acajou de Chine, est un arbre à feuilles caduques de la famille des Meliaceae originaire d'Asie.

## Description
Cette espèce à large distribution présente une forte variabilité des caractères morphologiques.
C'est un grand arbre à croissance rapide, avec une allure légère, un tronc élancé et un houppier pas très large assez ouvert et clair. Dans certaines conditions favorables dans son habitat naturel, il peut atteindre jusqu'à 40 m de hauteur avec un tronc sans branche de plus de 20 m de haut et de 1,5 m de diamètre. En Europe il atteint 27 m de hauteur avec un tronc jusqu'à 70 cm de diamètre. 
L'écorce grise est très rugueuse, pelucheuse, composée de plaques verticales étroites qui se détachent souvent du tronc. 
Les feuilles pennées mesurent de 50 à 70 cm de longueur. Elles sont souvent dépourvues de foliole terminal, mais pas toujours. Elles sont presque glabres et les folioles n'ont le plus souvent pas de dents, mais certains spécimens ont des folioles dentés de manière espacée. Elles dégagent une odeur d'oignon caractéristique. Les pétioles, rachis et nervures peuvent être vert ou rouge plus ou moins prononcé. 
La floraison a lieu au milieu de l'été. Les inflorescences sont de longues grappes pendantes composées (des panicules) mesurant 30 à 50 cm de longueur. Les fleurs sont très petites, de 4 à 5 mm de diamètre, à cinq pétales blanches ou rose pâle. Elles sont odorantes.
Les fruits sont des capsules de 2 à 3,5 cm de long contenant des samares (akènes ailées).

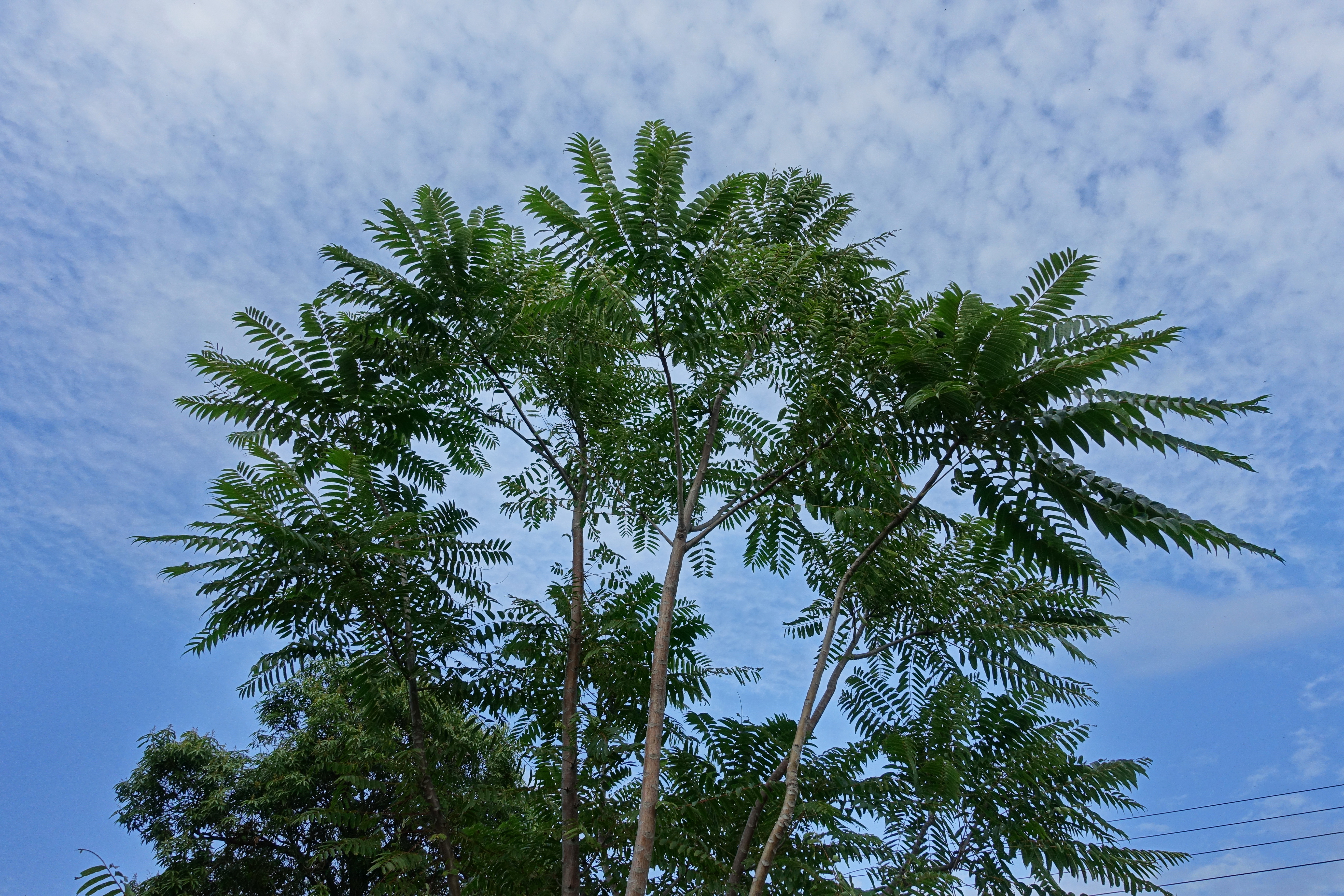
Branches et feuilles
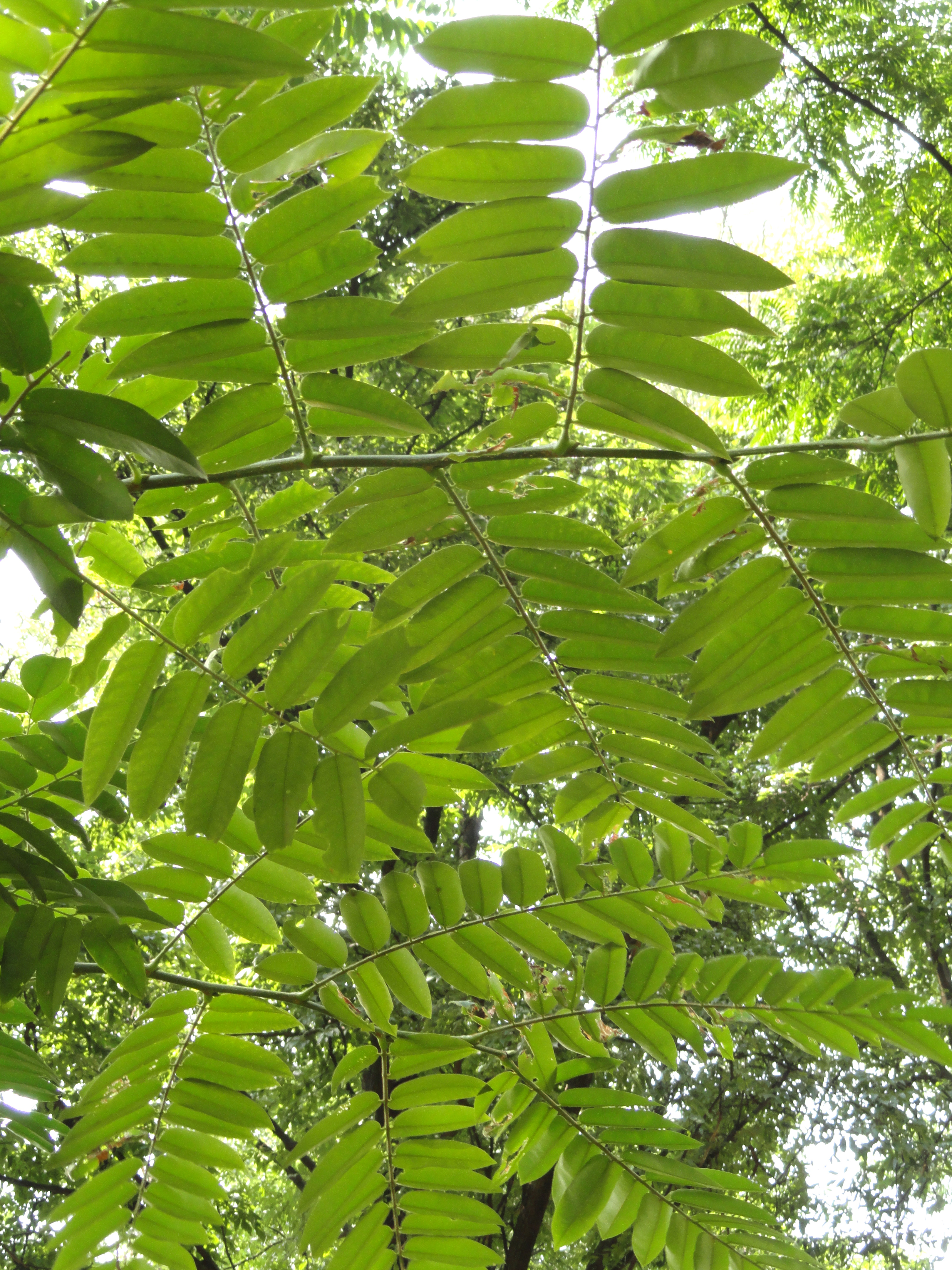
Feuillage
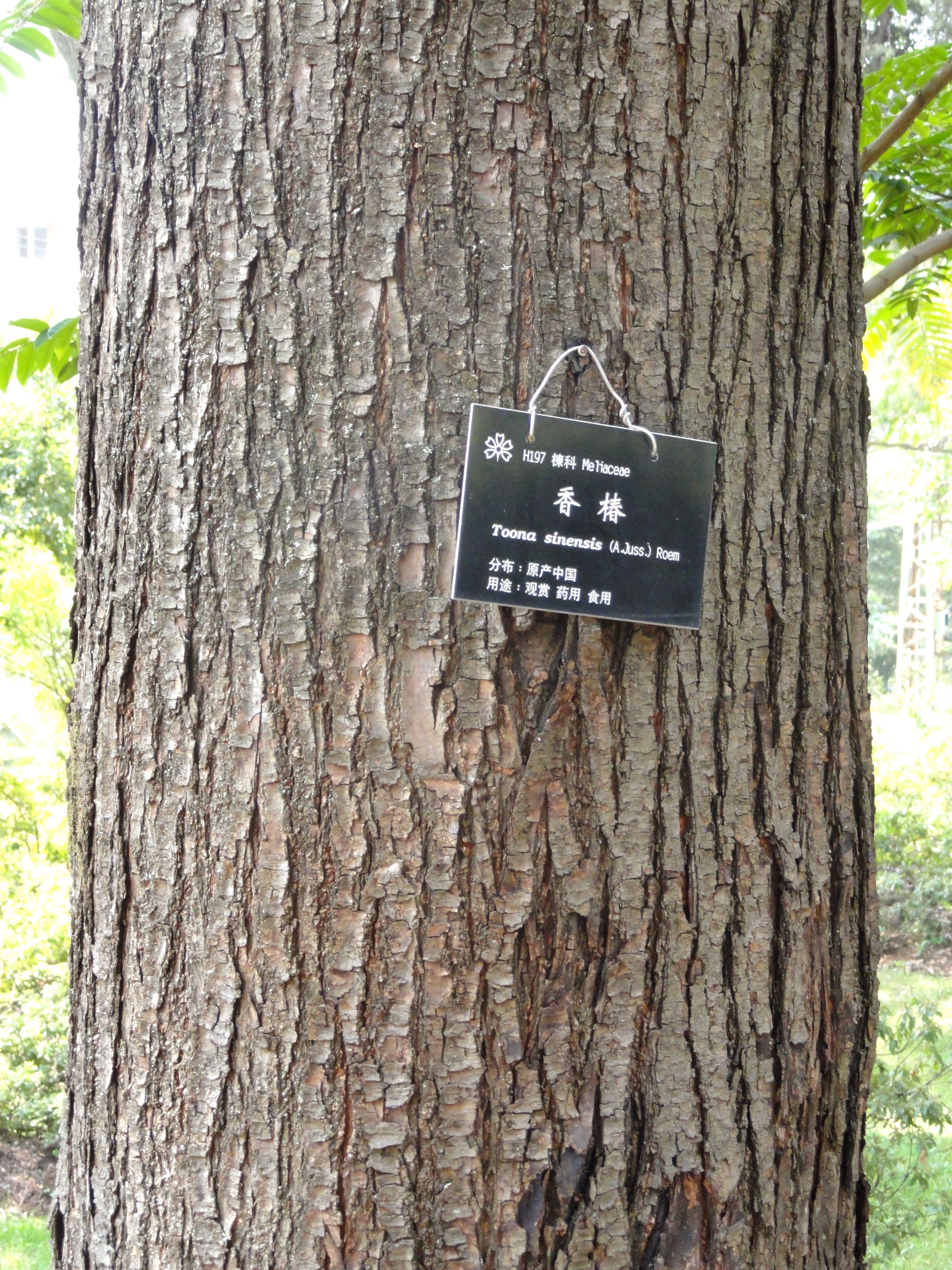
Écorce
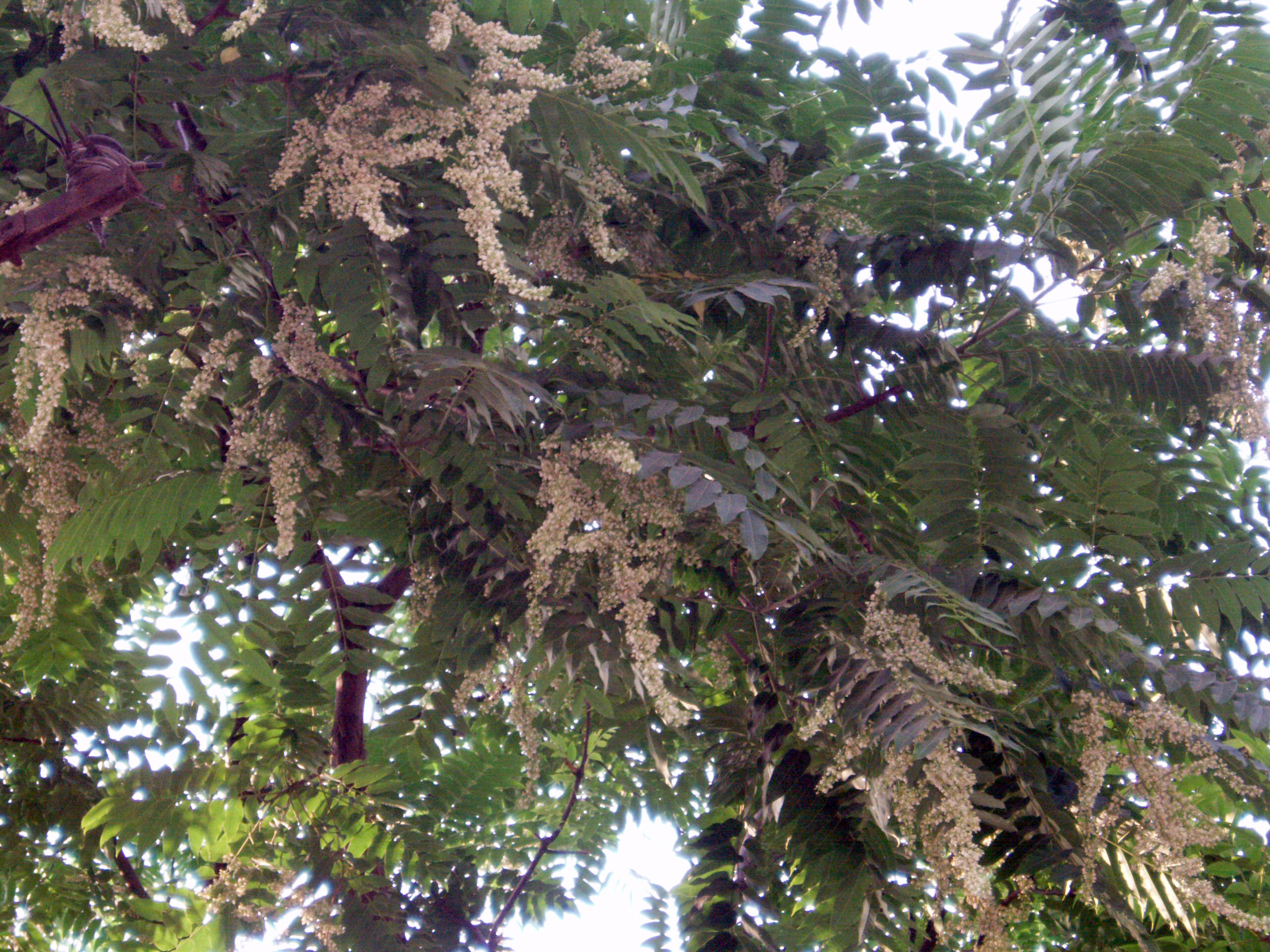
Inflorescences
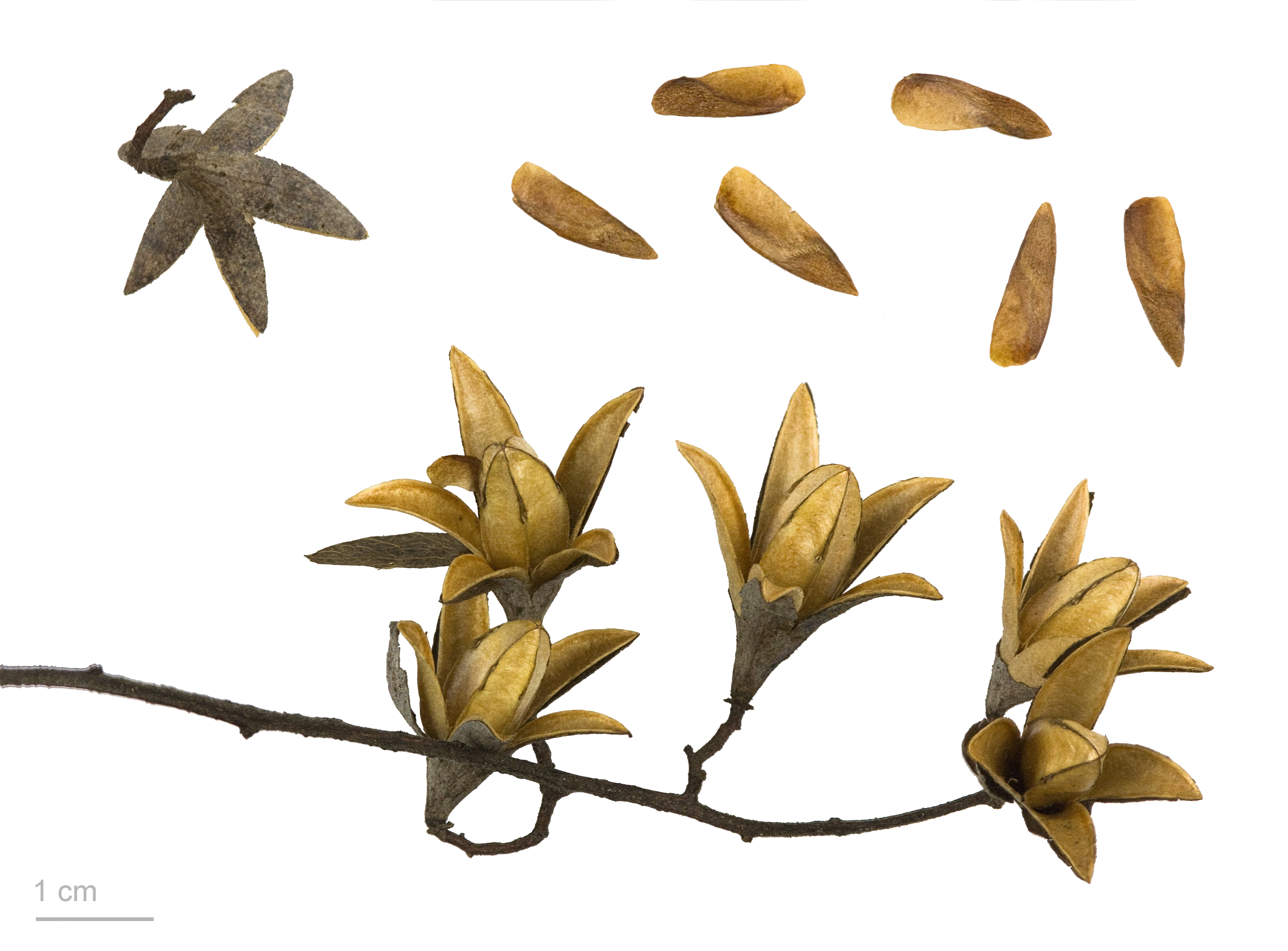
Fruits et graines

## Confusion possible
Il rappelle vaguement l'ailante glanduleux (Ailanthus altissima), mais aussi le vernis vrai (Toxicodendron vernicifluum) (toxique), arbres qui appartiennent à des familles différentes. Il se différencie facilement de l'ailante par son écorce (hormis le cultivar Ailanthoides à écorce lisse comme l'ailante), et du vernis vrai par l'odeur d'oignon des feuilles ainsi que par l'absence de foliole terminal. Le noyer noir (Juglans nigra) possède également de grandes feuilles pennées souvent sans foliole terminal, mais elles sont finement dentées. Il peut aussi être confondu avec d'autres Méliacées apparentées plus tropicales mais occasionnellement plantées dans les régions tempérées douces comme Cedrela odorata et Toona ciliata.

## Répartition
On le rencontre à basse et moyenne altitude dans le centre et le nord de la Chine, et il se trouve plus haut en altitude en montagne dans le sud de la Chine et les pays d'Asie du Sud. 
Son aire de répartition s'étend en Chine (Anhui, Fujian, sud du Gansu, Guangdong, Guangxi, Guizhou, Hebei, Henan, Hubei, Hunan, Jiangsu, Jiangxi, sud du Shaanxi, Sichuan, Yunnan et Zhejiang), au sud-est du Tibet, en Birmanie (Chin, Kachin, Mandalay, Sagaing, Shan), en Thaïlande, au Laos, au Vietnam, en Malaisie péninsulaire (Perak, Pahang, Selangor), à Sumatra, à Bornéo, à Java, en Inde (Himachal Pradesh, Uttar Pradesh, Assam, Darjeeling, Arunachal Pradesh et Manipur), au Bhoutan, au Népal, au Jammu-et-Cachemire et au Pakistan (Swat, Hazara). 
Il a été introduit à Taïwan, au Japon, en Corée, au Sri Lanka et dans certains pays d'Afrique. Il est également planté comme arbre ornemental dans beaucoup de pays tempérés en Europe et en Amérique du Nord.

## Utilisations

### Usage alimentaire
C'est une plante comestible. Les jeunes feuilles sont très consommées comme légume en Asie, où l'arbre est cultivé comme plante alimentaire. Du fait de leur goût prononcé elles peuvent être cuisinées comme des oignons, crue en pesto ou en salade pour les feuilles jeunes et tendres (émincées finement en empilant plusieurs feuilles et en les roulant), ou sautées (ajoutées en fin de la cuisson pour conserver leur saveur et leur texture), ou encore pour aromatiser un bouillon ou une soupe, ce qui permet d'attendrir et d'adoucir les feuilles matures. Elles agrémentent souvent le riz ou les nouilles de riz. Elles sont utilisées dans de nombreuses recettes traditionnelles. En Chine et dans les pays d'Asie du Sud-Est tels que la Malaisie, les jeunes feuilles sont utilisées pour faire de la pâte de Toona, qui est utilisée comme condiment pour servir avec de la bouillie de riz nature comme petit déjeuner et des repas simples, ou pour améliorer la saveur d'un plat ou d'une soupe. 
Les jeunes feuilles rouges sont considérées comme ayant un meilleur goût que les jeunes feuilles vertes. Plus accessoirement, les feuilles matures sont parfois utilisées en infusion pour en faire une sorte de thé,,. Les feuilles contiennent des vitamines A, C et E , du fer, du calcium, des caroténoïdes et des flavonoïdes. La médecine traditionnelle chinoise leur prête des propriétés anti-inflammatoires et antivirales.

### Bois
Comme tous les Toona et d'autres genres proches de la famille des Méliacées, cet arbre produit un bois considéré comme précieux, rouge clair, odorant (odeur de cèdre), durable et facile à travailler. C'est l'un des meilleurs bois en Chine et au Japon, où il connait de nombreux usages,. Il est considéré comme une vraie variété d'acajou au sens large, d'où l'un de ses noms vernaculaires, et il fait partie des essences aujourd'hui utilisées en remplacement des acajous au sens restreint (du genre Swietenia), car ces derniers sont devenus rares sur le marché.

### Usage ornemental
Cette espèce est le seul arbre de son genre, et dans la famille des Méliacées, à se développer sous climat tempéré avec des hivers froids. Les autres espèces vivent sous climat tropical à subtropical. Il est rustique jusqu'à −25 °C (en zone 5). On peut donc le cultiver avec succès dans beaucoup de pays tempérés, jusqu'en Europe septentrionale, où il n'est pas rare comme arbre ornemental dans les parcs et les jardins. En Europe on le plante parfois comme arbre d'alignement dans les rues des villes. Il a été planté à Paris notamment aux XIXe et XXe siècles.
Cultivars
- Flamingo, à usage plus ornemental, se distingue de l'espèce type par des dimensions moins importantes (hauteur et largeur), une souche multi-troncs et surtout par son feuillage rose clair vif remarquable au printemps, devenant ensuite crème puis vert en été et orangé à l'automne.

- Ailanthoides, créé à Paris au XIXe siècle, se distingue par son écorce lisse qui le fait ressembler plus fortement à l'ailante glanduleux. Il a été utilisé en alignement pour remplacer les ailantes.